# Drentsche Aa
De Drentsche Aa is een beek in Nederland die door de provincies Groningen en Drenthe stroomt. Deze wordt beschouwd als de enige Nederlandse beek van enige omvang die (grotendeels) zijn oorspronkelijke meanderende loop heeft behouden.

## Loop en namen
De beek is ontstaan in de overgangsfase tussen het koudere Saalien en het warmere Eemien. Oorspronkelijk stroomde de beek vanuit Drenthe door het zuidwesten van de oude stad Groningen om vermoedelijk via de huidige wijken Paddepoel en Selwerd ter hoogte van de Borgham op de Hunze aan te sluiten.
Tegenwoordig volgt de beek in Drenthe grotendeels zijn oorspronkelijke loop, maar in Groningen is de beek grotendeels gekanaliseerd of verdwenen. In de 13de eeuw werd het Reitdiep gegraven van de stad tot aan Dorkwerd. Dit werd de gegraven benedenloop van de Aa die daarna bij Harssensbosch bij de Muda (monding) ten zuiden van Adorp uitstroomde in de Hunze. Omstreeks 1400 werd het Reitdiep doorgetrokken naar Wierumerschouw waarna de Aa aldaar uitmondde in de Hunze.
Bij de stad Groningen is veel onderzoek gedaan naar de vroegere loop van de Drentsche Aa, maar dit heeft nog niet geleid tot een duidelijke reconstructie.
De Drentsche Aa heeft talloze zijtakken en vele namen. Opvallend genoeg heet de beek alleen in Groningen de Drentsche Aa. In Drenthe zelf heet hij vanaf het punt waar het Anreeperdiep en het Amerdiep samenkomen achtereenvolgens: het Deurzerdiep, het Looner Diep, het Taarlosche Diep, het Oudemolensche Diep, het Schipborgsche Diep en het Westerdiep. Dan wordt het de grensbeek tussen Groningen en Drenthe en krijgt het zijn bekende naam. De beek wordt daarna met een onderleider onder het Noord-Willemskanaal geleid en heet daarna Oude Aa. Deze mondt ten slotte uit in de Schipsloot bij het Friesche Veen, die weer uitmondt in het Noord-Willemskanaal.
Er is in Drenthe nog een zijtak van de beek die achtereenvolgens het Andersche Diep, het Rolderdiep en het Gasterensche Diep heet, voordat deze uitmondt in de hoofdstroom op de plaats waar het Taarlosche Diep overgaat in het Oudemolensche Diep. Kleinere zijtakken zijn het Anlooërdiepje  en het Zeegserloopje die uitmonden in de hoofdstroom, respectievelijk in het Oudemolensche Diep en in de Drentsche Aa. Het Scheebroekerloopje is een kleine zijtak die uitmondt in het Rolderdiep.
Het Hoornsediep dat langs het Paterswoldsemeer loopt is een restant van de beek. In de stad Groningen herinneren de straatnamen Hoge der A en Lage der A, de Astraat, de Aweg, de A-brug en naam van de Der Aa-kerk nog aan de beek.

## Nationaal Park Drentsche Aa
Verscheidene malen is geprobeerd grote delen van de  Drentsche Aa in Drenthe te kanaliseren, teneinde de waterbeheersing van het stroomgebied te verbeteren. De eerste pogingen daartoe zijn gestrand omdat boeren niet bij wilden dragen aan de benodigde investeringen. Later hebben natuurbeschermers gepoogd het stroomgebied van de beek te beschermen tegen de effecten van ruilverkavelingen en waterstaatkundige ingrepen. Het 'Gedachtenplan voor het Stroomdallandschap Drentsche Aa' uit 1965 legde hiervoor de basis. Uiteindelijk leidde dit tot de oprichting van het Nationaal Park Drentsche Aa (2002) dat vanaf 2013 nagenoeg het volledige stroomgebied omvat. Op 6 mei 2019 heeft het Overlegorgaan Drentsche Aa besloten deze lange naam niet meer te gebruiken en voortaan alleen nog de naam Nationaal Park Drentsche Aa te gebruiken voor het gehele gebied, van brongebied in de boswachterij 'Hart van Drenthe' tot de benedenloop in Groningen, waaronder de lopen van het Amerdiep, Andersche Diep en Grolloërdiep. Het Drentsche Aa-gebied maakt deel uit van de Ecologische Hoofdstructuur en is in het kader van Europese natuurbescherming aangewezen als Natura 2000-gebied.

## De rivier als inspiratiebron
Dichter Rutger Kopland, die dicht bij de beek woonde, maakte in de omgeving van het dorp Schipborg een brug over de Drentsche Aa. Hij schreef tevens het gedicht Drentse A. Enkele regels uit dit gedicht:
Morgens aan de rivier, morgens waarin
hij nog lijkt te overwegen
waarheen hij die dag
weer zal gaan

Uit: "Er is nog zoveel ongezegd.

Vraaggesprekken met schrijvers"

door : Piet Piryns

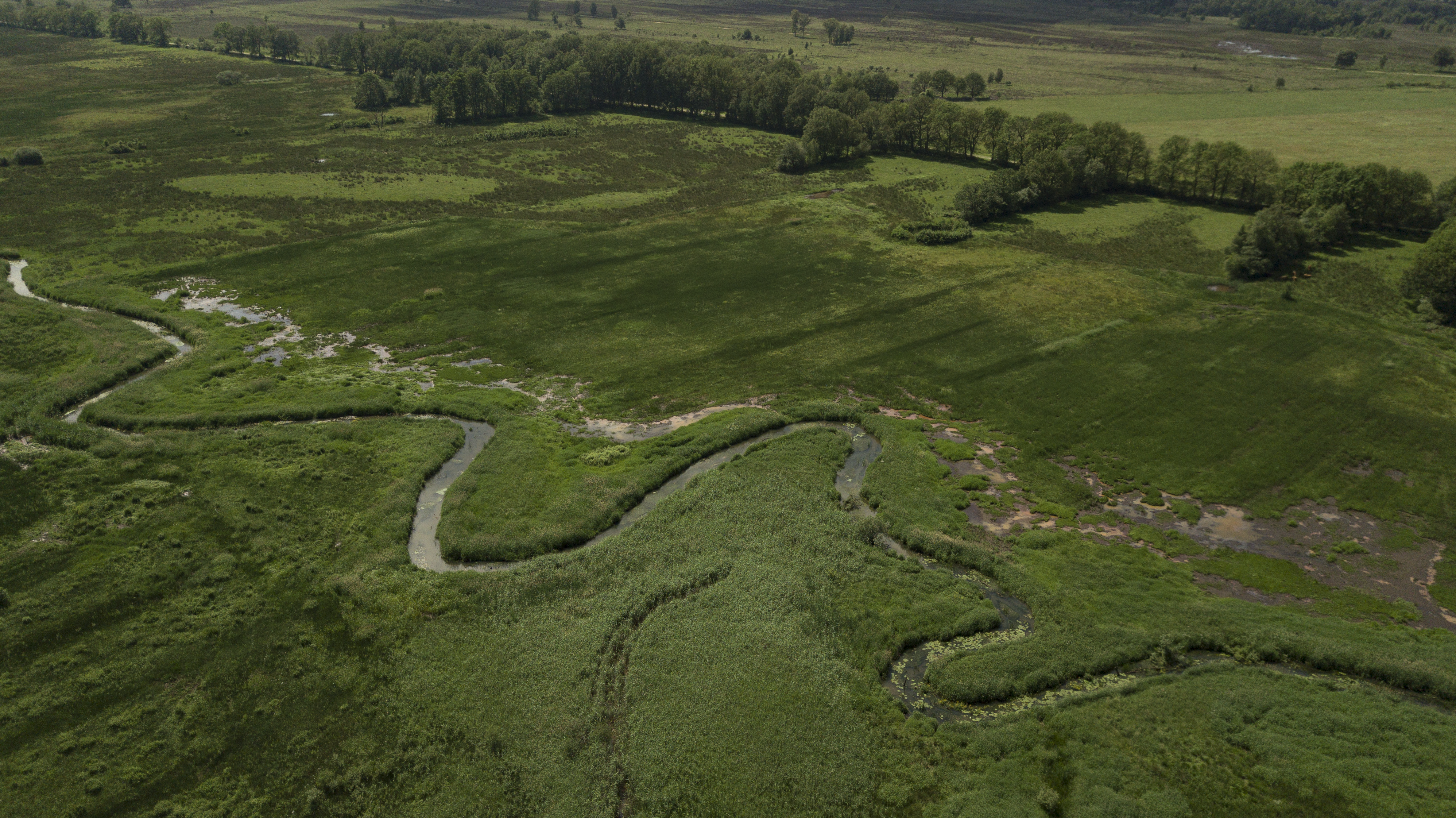
Gasterensche Diep
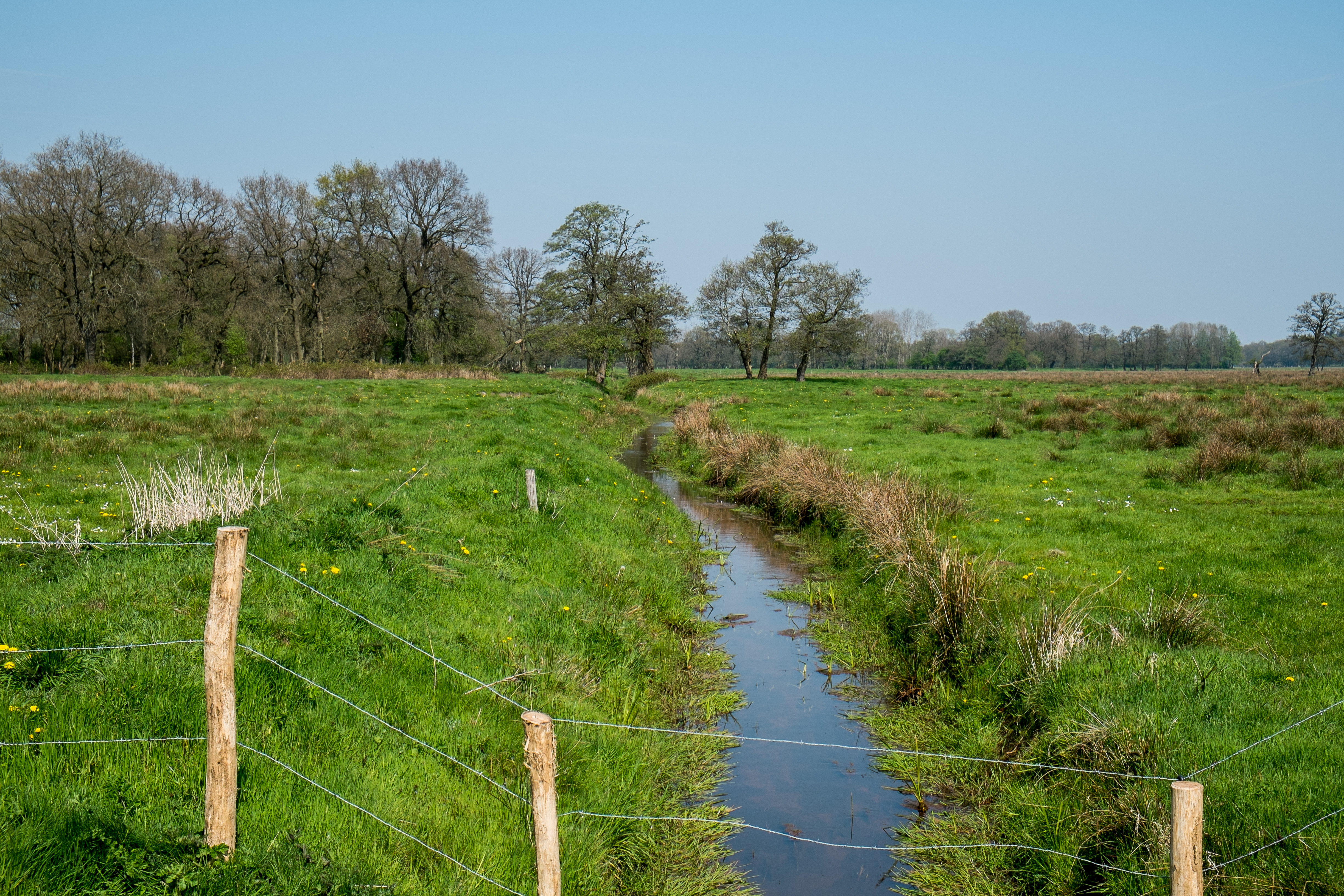
Andersche Diep ten noorden van Papenvoort
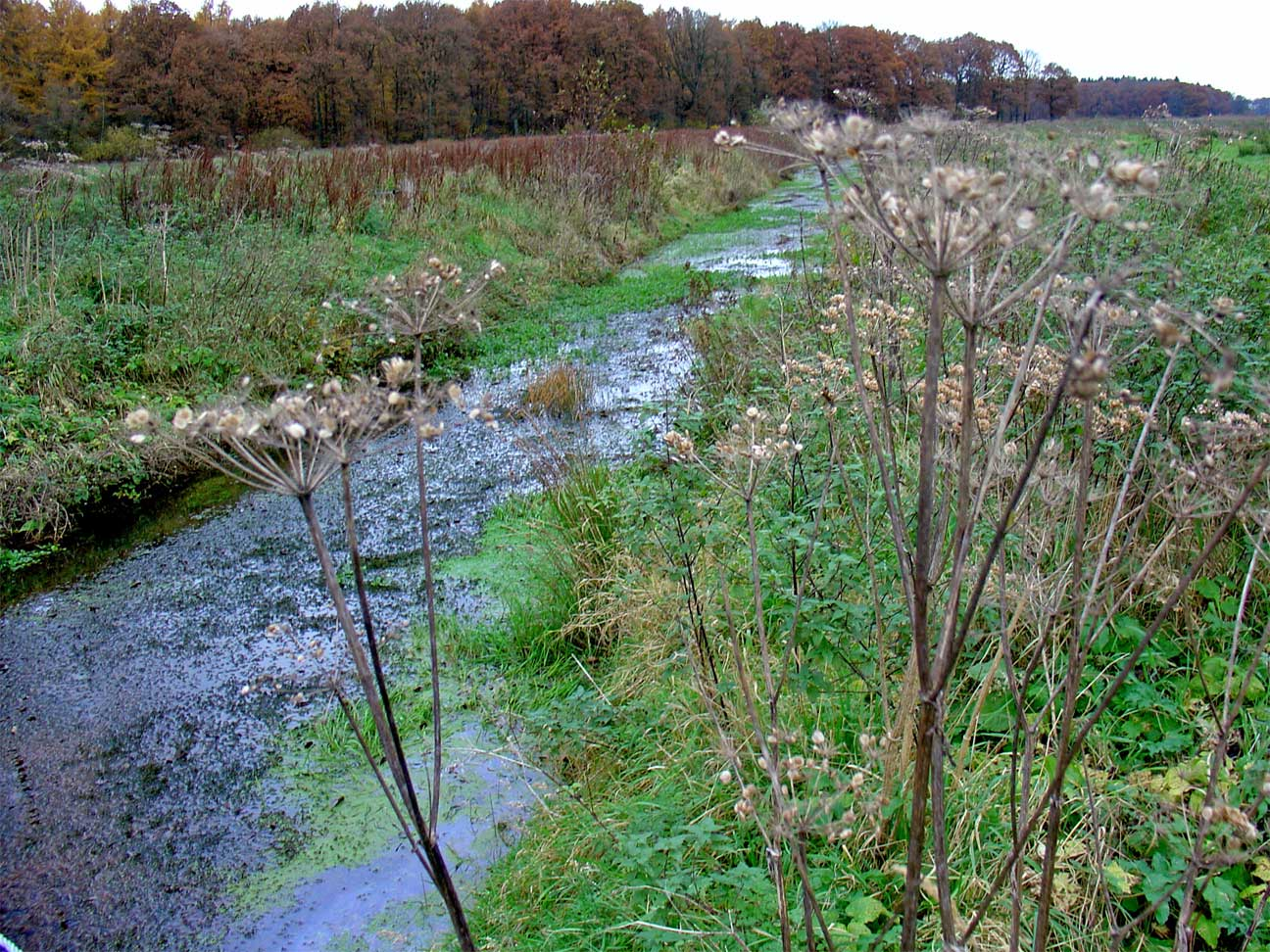
Drentsche Aa (Amerdiep)
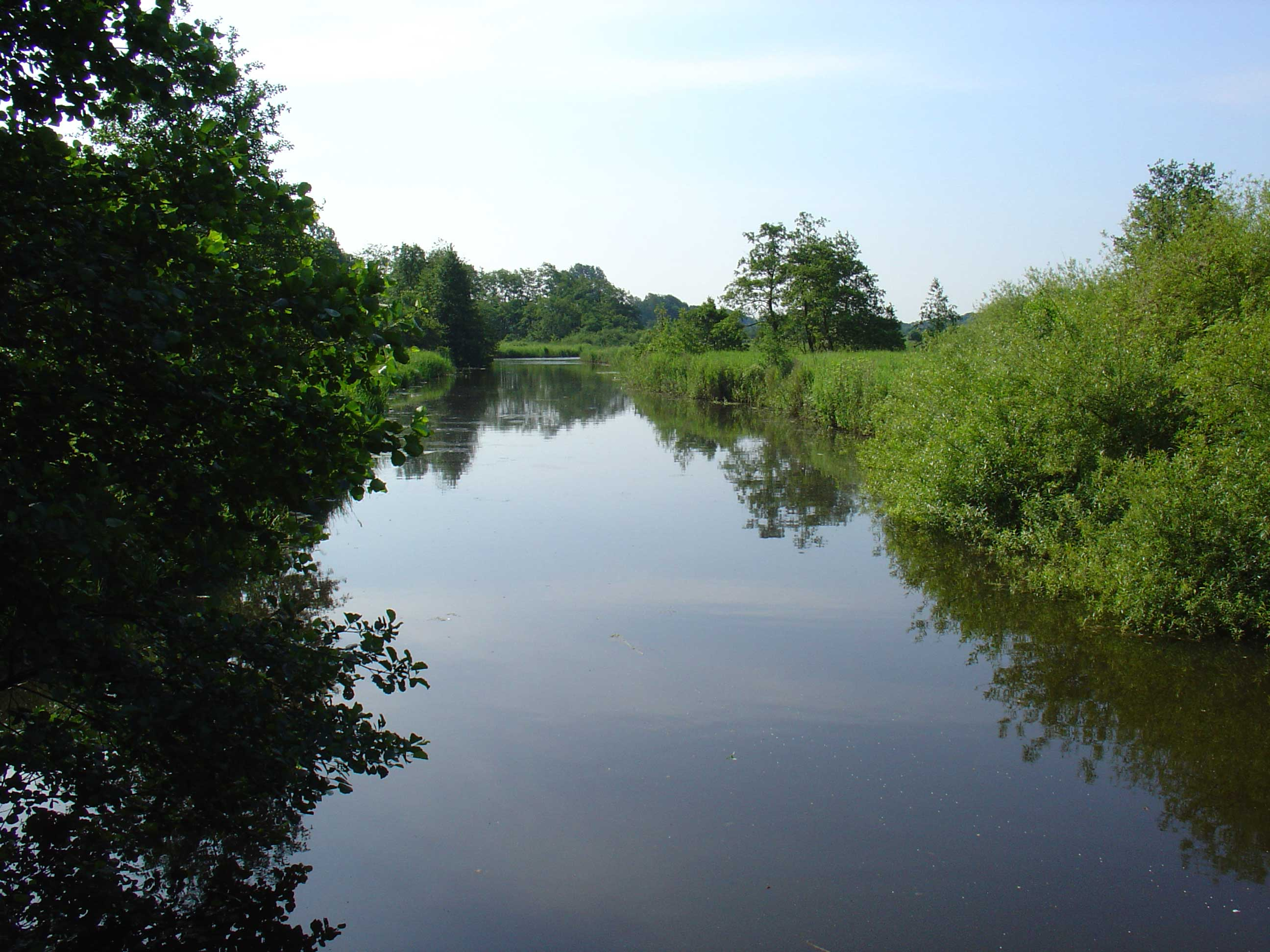
bij Glimmermade
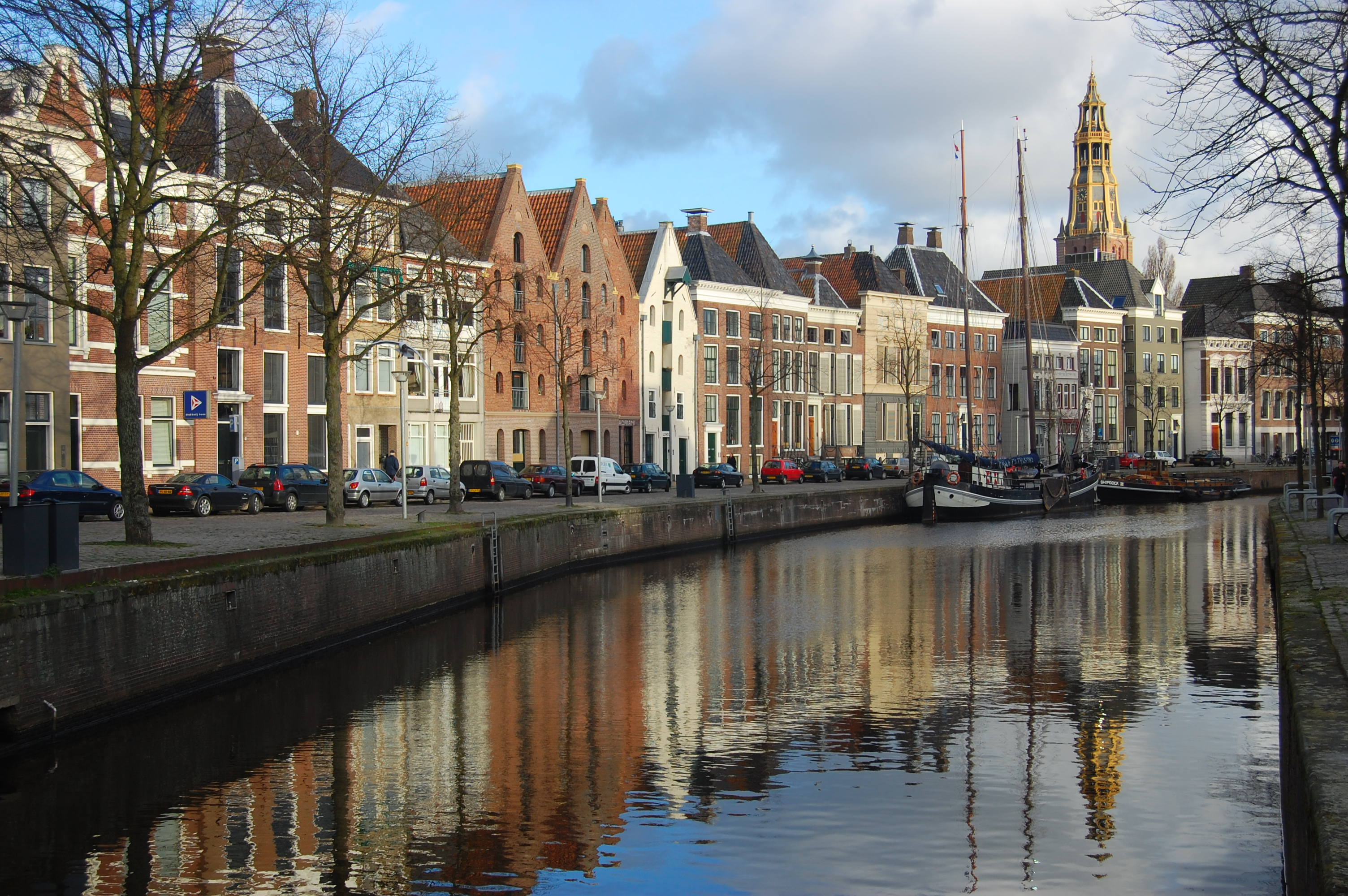
Hoge der Aa in Groningen
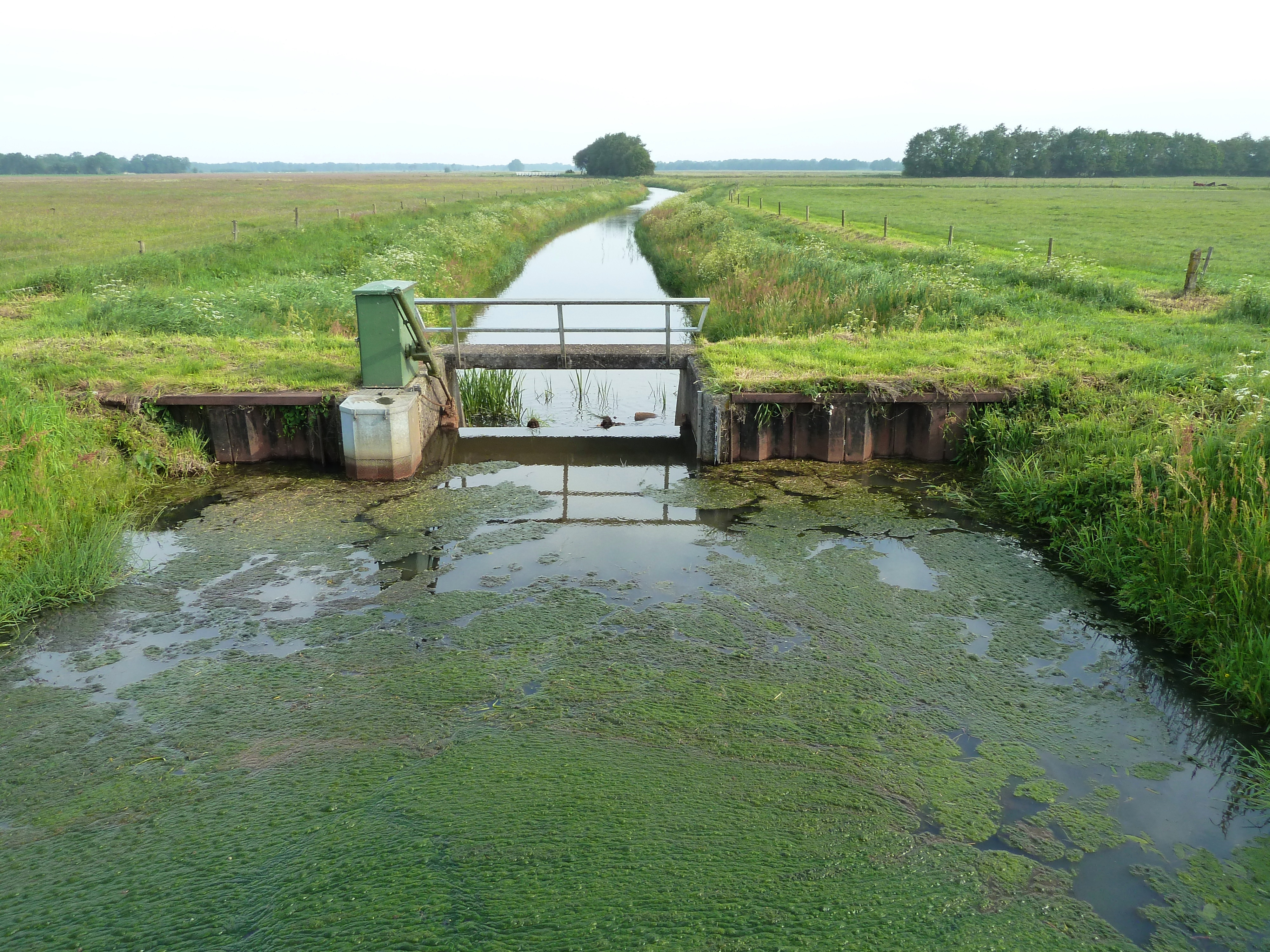
Stuw in het Rolderdiep gezien vanaf het tracé van de vroegere Spoorlijn Gasselternijveen - Assen
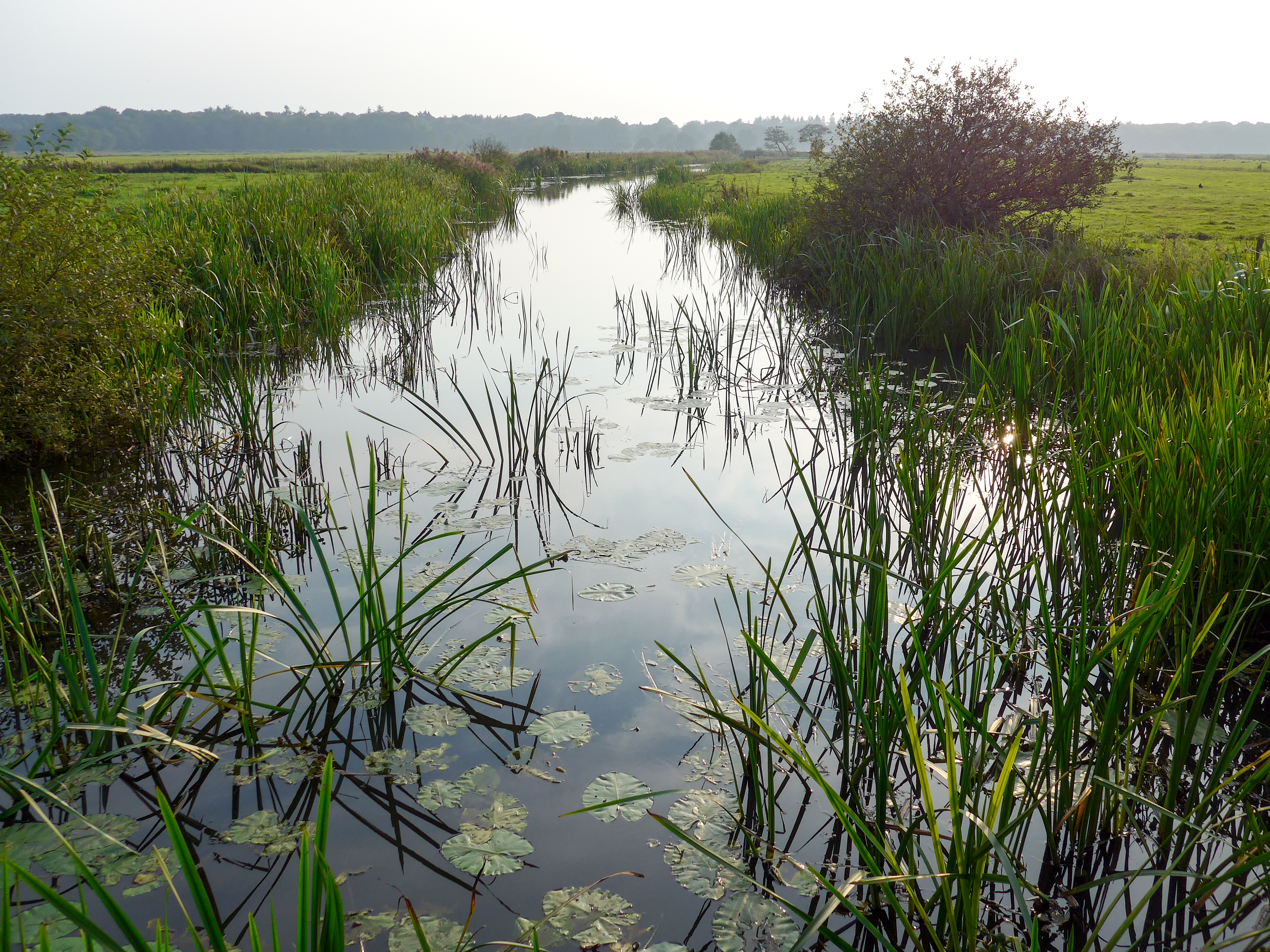
De Oude Aa bij Oosterbroek
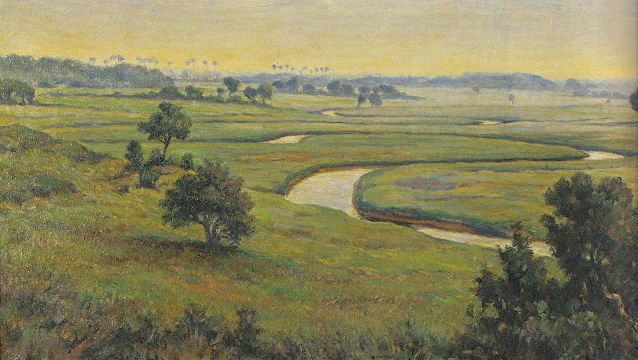
Drentsche Aa in gemeente Aa en Hunze, schilderij Evert Musch

Amerdiep ·
Anlooërdiepje ·
Deurzerdiep ·
Gastersche Diep ·
Hoornsediep ·
Looner Diep ·
Scheebroekerloopje ·
Taarlosche Diep ·
Zeegserloopje